# 帕拉迪辛峰

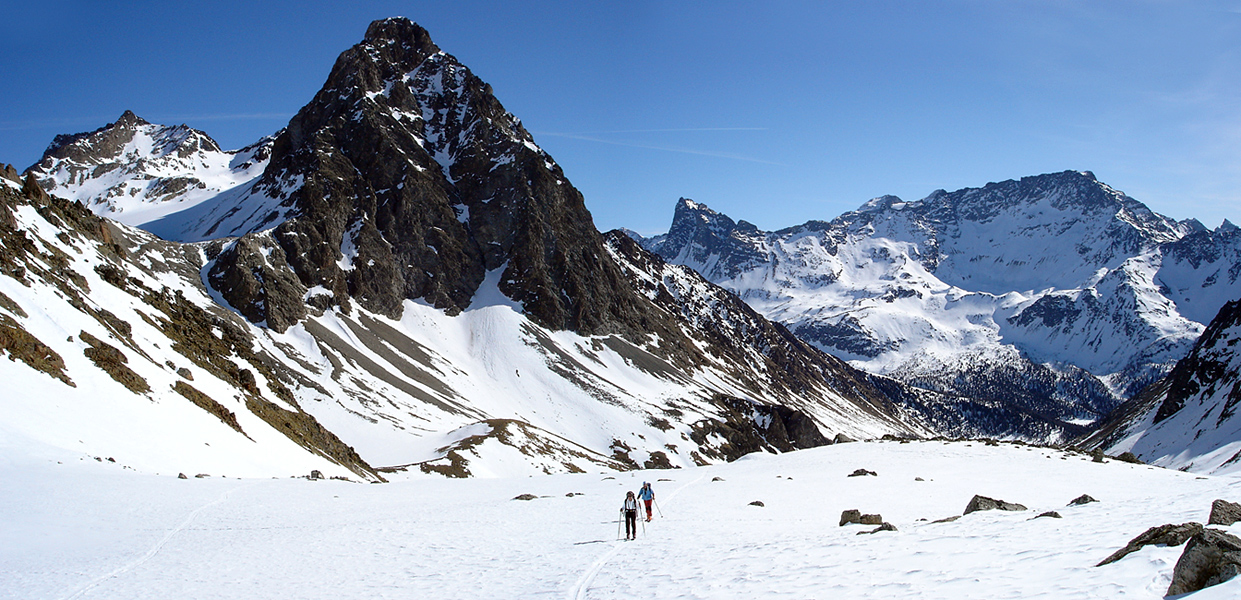

46°25′34″N 10°07′02″E / 46.42611°N 10.11722°E
帕拉迪辛峰（義大利語：Pizzo Paradisino），是歐洲的山峰，位於意大利和瑞士接壤的邊境，屬於利維尼奧阿爾卑斯山脈的一部分，海拔高度3,302米，每年平均降雨量1,386毫米。